# Перезовиця
Перезови́ця, Порозовиця — річка в Україні, у Корсунь-Шевченківському районі Черкаської області. Права притока Росі (басейн Дніпра).

## Опис
Довжина 14 км, похил річки — 4,7 м/км. Формується з декількох безіменних струмків та 7 водойм. Площа басейну 132 км².

## Розташування
Бере початок на південній околиці села Комарівки. Спочатку тече на південний захід, а потім на північний схід в межах села Шендерівки. У Стеблеві впадає в річку Рось, праву притоку Дніпра.